# Усатов Дмитро Андрійович
Дмитро Андрійович Уса́тов (22 лютого 1847 — 23 серпня 1913, Ялта) — російський артист опери (ліріко-драматичний тенор), концертний співак, антрепренер і вокальний педагог. Чоловік співачки М. П. Тереніної.

## Біографія
Народився 10 (22 лютого) 1847 року в селі в околицях Санкт-Петербурга в сім'ї кріпаків співочих хору графа Д. Шереметєва, в дитинстві співав у цьому ж хорі. У 1868 році, звільнившись від кріпацтва, поїхав до Петербурга і вступив хористом в російську оперну трупу. У тому ж році був прийнятий в Петербурзьку консерваторію (клас П. Репетто, з 1870 року у К. Еверарді; з третього курсу отримував стипендію імені О. Даргомизького), яку закінчив в 1873 році з малою срібною медаллю.
На оперній сцені дебютував у Харкові (тут же гастролював в 1884 році), потім співав у Києві (сезон 1873/1874 і в 1876, сезон 1879/1880), в 1875—1878 роки і в 1901 році — в Казані (тут же організував оперне товариство, силами якого в 1878 році була поставлена опера «Нижньогородці» Е. Направника). У 1876 році виступив в Харкові в партії Елеазара («Жидівка» Ж. Ф. Галеві, в якій вперше в Харкові виконав Єврейську молитву, раніше ця молитва була заборонена). Виступав також в Нижньому Новгороді, Саратові (антрепренер П. М. Медведєва, в 1890 році антрепренер А. Горіна-Горяйнова), Астрахані та інших містах. У 1880–1889 соліст московського Большого театру (дебютував в партіях Фауста в однойменній опері Шарля Гуно і Радамеса — «Аїда» Джузеппе Верді). У 1887 році отримав звання артиста імператорських театрів.
В 1890–1892 роках викладав в Тифліському музичному училищі (професор). Безкоштовно навчав Ф. І. Шаляпіна. Був одним з організаторів Тифліського музичного гуртка, влаштовував аматорські концерти, в яких брало виступали його учні. У 1892 році відкрив у себе вдома оперну студію, де ставив уривки з опер.
У 1894 році переїхав до Ялти, де також давав уроки співу. У 1898–1907 роках двічі обирався гласним Ялтинської міської думи і членом міської управи. В його будинку на вулиці Катерининській, 5, пізніше в Лютеранському (нині Партизанському) провулку бували А. Аренський, О. Гречанінов, О. К. Глазунов, М. Римський-Корсаков, М. Черепнін, О. Спендіаров, А. Чехов та інші діячі культури.

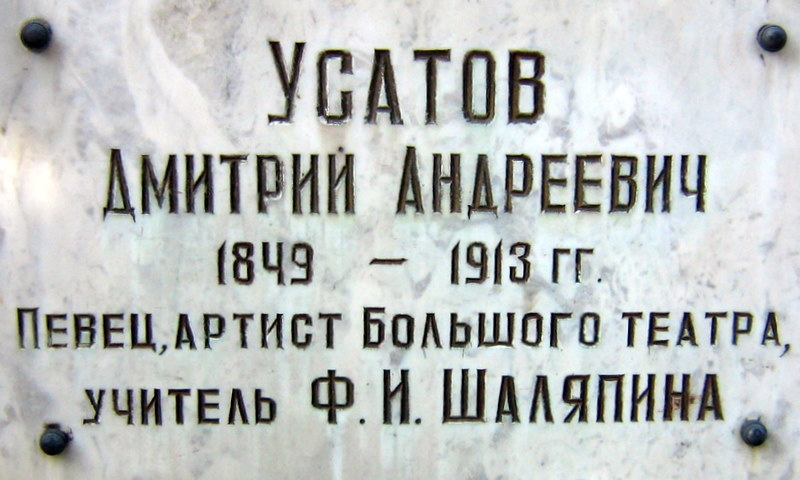
пам'ятна дошка

Помер 10 (23 серпня) 1913 року. Був похований на колишньому Масандрівському кладовищі в Ялті. На Полікурівському меморіалі в Ялті в 1982 році йому встановлена пам'ятна дошка, правда, з помилкою у даті народження: замість 1847 рік вигравіруваний 1849 рік.

## Творчість
Володів рівним, приємним по тембру, добре обробленим, але не сильним голосом (іноді з горловим відтінком), добре володів фальцетом.
Виконував партії:
- Андрій («Мазепа» П. Чайковського);
- Педро («Уріель Акоста» В. Сєрової);
- Вакула («Черевички» П. Чайковського);
- Ленський («Євгеній Онєгін» П. Чайковського);
- Іоанна Лейденського («Іоанн Лейденський» / «Пророк» Дж. Мейєрбера);
- Елеазар («Маккавей» А. Рубінштейна);
- Невзгода-Куратов («Нижньогородці» Е. Направника);
- Беппо («Корделія» М. Соловйова);
- Князь («Тамара» Б. Фітінгофа-Шеля);
- Фауст («Мефістофель» А. Бойто);
- Таміно («Чарівна флейта» В. А. Моцарта);
- Граф Альмавіва («Севільський цирульник» Дж. Россіні);
- Сер Едгар Равенсвуд («Лючія ді Ламмермур» Г. Доніцетті);
- Альфред («Травіата» Дж. Верді);
- Ліонель («Марта, або Річмондський ринок» Ф. Флотова);
- Богдан Собінін («Життя за царя» М. Глінки);
- Баян («Руслан і Людмила» М. Глінки);
- Князь («Русалка» О. Даргомижського);
- Самозванець («Борис Годунов» М. Мусоргського);
- Андрій Морозов («Опричник» П. Чайковського);
- Роберт і Рембо («Роберт-Диявол» Дж. Мейєрбера);
- Рауль де Нанжи («Гугеноти» Дж. Мейєрбера);
- Фра-Диявол («Фра-Диявол, або Готель в Террачіні» Д. Обера);
- Мазаніелло («Фенелла, або Німа з Портічі» Д. Обера);
- Радамес («Аїда» Дж. Верді);
- Герцог («Ріголетто» Дж. Верді).

Його партнерами були: А. М. Абрамов, П. О. Акімов, А. І. Барцал, А. П. Белоха, І. Є. Белявський, П. Б. Борисов, І. П. Бутенко, Р. В. Василевський, О. Верні, О. Л. Данильченко, О. М. Додонов, Л. Д. Донський, О. Клямжинська, М. Коровіна, Б. Б. Корсов, О. П. Крутікова, М. М. Климентова, М. О. Макарова, І. В. Матчинський, Ю. Я. Махіна, Е. К. Павловська, О. В. Святловська, О. Р. Фюрер, П. А. Хохлов, З. І. Ейбоженко.
Співав під керівництвом: У. Й. Авранека, І. К. Альтані, Е. М. Бевіньяні, Е. Ф. Направника, І. О. Паліцина, А. Г. Рубінштейна, П. І. Чайковського, П. А. Щуровського.
В симфонічних концертах виконував сольні партії в «Реквіємі» В. А. Моцарта (Київ, 19 і 21 березня 1874 року), фіналі 9-ї симфонії Л. Бетховена (Москва, 1881), «Реквіємі» Р. Шумана (Москва, 1881), в симфонії «Ромео і Джульєтта» Г. Берліоза (Москва, 1881).
Репертуар камерних концертів включав романси М. Глінки, О. Даргомижського, М. Балакирева, А. Рубінштейна, П. Чайковського (композитор присвятив співакові романс «Смерть» op. 57 № 5, 1884) і російські народні пісні.
Автор 60 романсів, деякі з яких виконував Ф. І. Шаляпін («Думи мої», «Злидні», «Дмуть вітри», «Ліс», «Сучасний романс», «Трудящому брату» — на слова І. Нікітіна, Т. Шевченко, О. Кольцова, І. Сурикова). Написав ряд романсів на слова Т. Шевченка — «Думи мої», «Самотня на світі», «Полюбила я на печаль свою», «Вітер з гаєм розмовляє». Написаний ним романс «Хто мені вона» на слова Я. Полонського користувався великою популярністю в колах інтелігенції і революційному середовищі.